# Košarkaški klub Tamiš Pančevo
Il Košarkaški klub Tamiš Pančevo è una società cestistica avente sede nella città di Pančevo, in Serbia. Fondata nel 1992 come Agropan, nel 2000 assunse la denominazione attuale. Disputa il campionato serbo.
Gioca le partite interne nella Strelište Sports Hall, che ha una capacità di 1.100 spettatori.